# Georg Philipp Schmidt von Lübeck

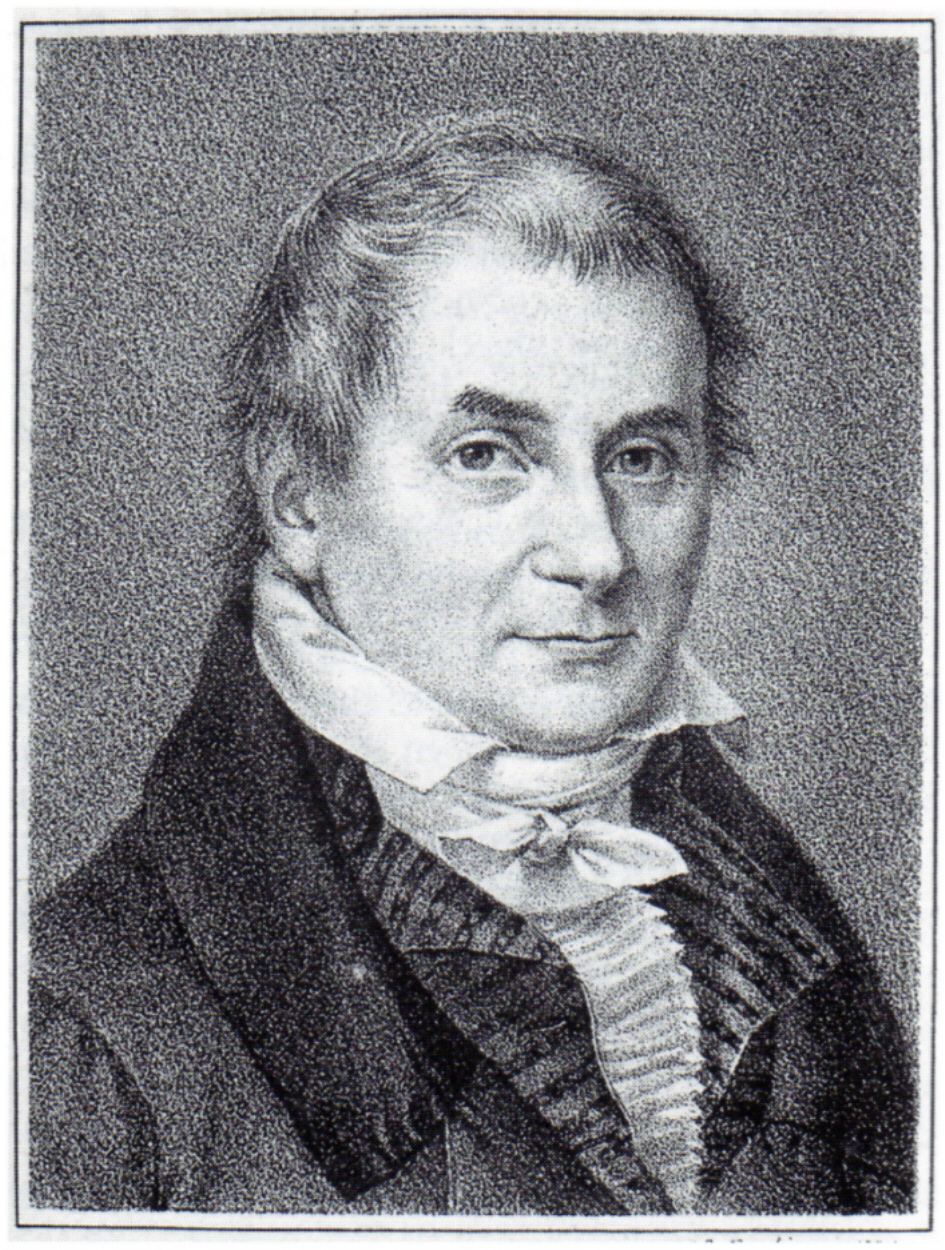
Georg Philipp Schmidt von Lübeck, porträtiert von Siegfried Detlev Bendixen

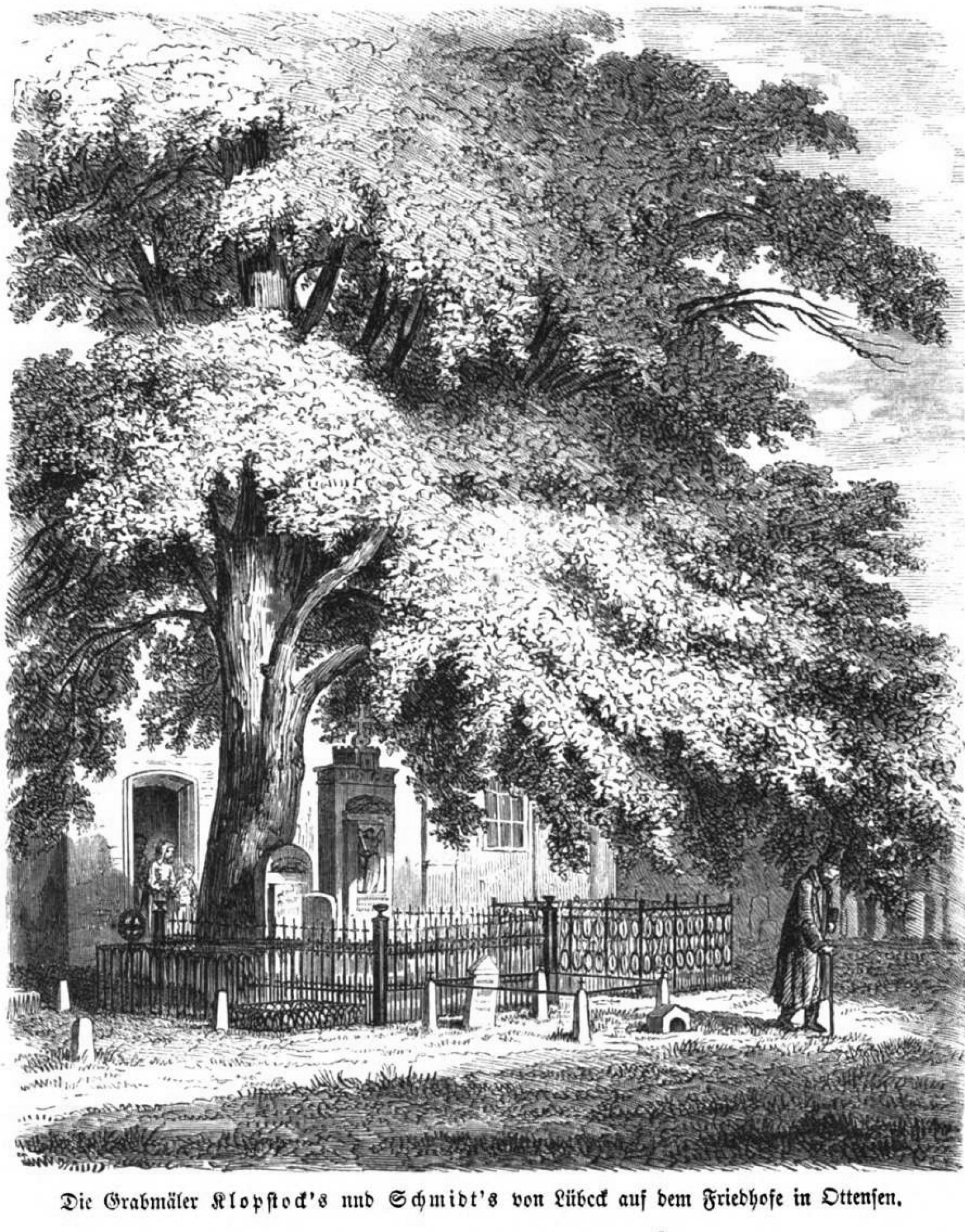
Grabmal in Ottensen 1857 (rechts neben Friedrich Gottlieb Klopstocks)

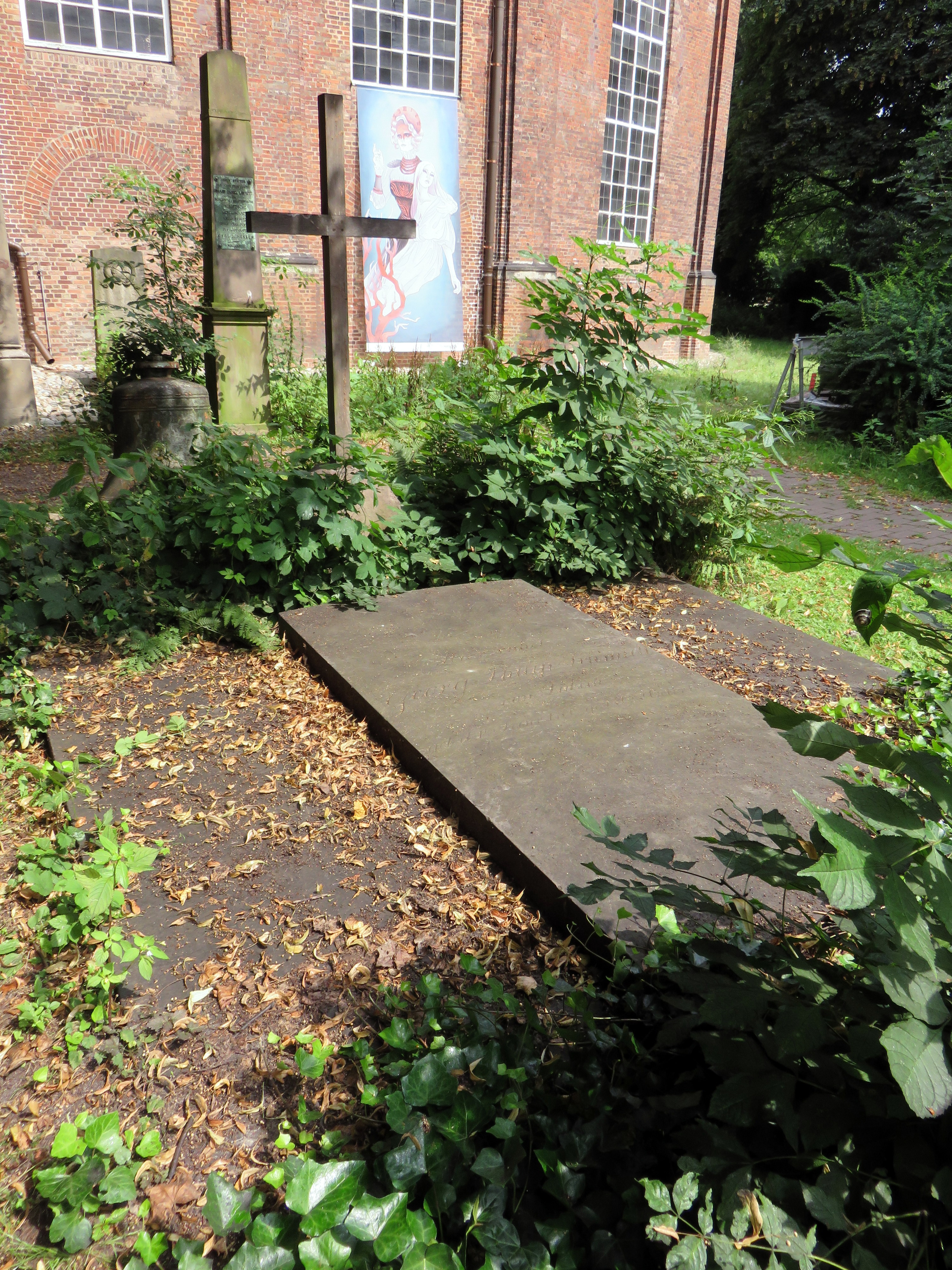
Schmidts Gruftplatte vor der Christianskirche

Georg Philipp Schmidt von Lübeck (* 1. Januar 1766 in Lübeck; † 28. Oktober 1849 in Ottensen) war ein norddeutscher Lyriker.

## Leben
Philipp Schmidt entstammt einer alteingesessenen Kaufmannsfamilie Lübecks. Von 1786 bis 1790 studierte er erst in Jena und dann in Göttingen Rechts- und Finanzwissenschaften. Finanzielle Umstände zwangen ihn aber dazu, das Studienfach zu wechseln und sich, unterstützt durch ein Stipendium der Schabbelstiftung, der Theologie zu widmen. Nach dem Tod seiner Eltern, die ihm viel Geld hinterließen, wechselte Schmidt von Lübeck erneut das Studienfach und den -ort; zurück in Jena studierte er nun Medizin, um später „als Arzt große Reisen unternehmen zu können“. In Jena lernte er die Dichterin Sophie Mereau kennen, durch die er auch mit Johann Gottfried Herder bekannt gemacht wurde. 1797 wurde er an der Universität Kiel zum Dr. med. promoviert. Es folgte eine Zeit des Reisens durch Deutschland, bis Schmidt von Lübeck 1799 auf der Insel Fünen Lehrer der Handelswissenschaften, der Geschichte und englischen Literatur wurde. Drei Jahre später wechselte er in den dänischen Staatsdienst und arbeitete als Sekretär des Staats-, Finanz- und Commerzministers Ernst Heinrich Graf von Schimmelmann in Kopenhagen. 1806 stieg er zum zweiten Direktor des königlich dänischen Fischerei- und Handelsinstituts in Altona auf. Damit waren weitere Stellen verbunden: Schmidt von Lübeck wurde gleichzeitig Direktor des königlichen Bankcomptoirs, der Colonialwaaren-Interessenschaft, Administrator des königlichen Leihinstituts, Mitglied des Wechselcomitees,... 1813 wechselte er nach Kiel als erster Administrator der dortigen Niederlassung der als Folge des Dänischen Staatsbankrotts von 1813 neugegründeten (Dänischen) Reichsbank. Damit wiederum war die Verwaltung der Herzogtümer Schleswig und Holstein verbunden. 1818 kehrte er mit dem Titel eines königlich dänischen Justizrats nach Altona zurück und wurde ein Jahr später erster Direktor einer dortigen Bank. Diesen Posten verließ er bis zu seinem Eintritt in den Ruhestand am 1. Februar 1829 nicht.
Schmidt von Lübeck war neben seinen umfangreichen kaufmännischen Tätigkeiten auch als Schriftsteller aktiv. Er verfasste viele Gedichte und historische Beiträge. Den größten Erfolg hatte er mit seinen Gedichten, die sein Freund Heinrich Christian Schumacher 1821 gesammelt herausgab. Noch zu Lebzeiten sorgte Schmidt von Lübeck für eine dritte Auflage. Eins seiner Gedichte – „Der Wanderer“ – (er selbst nannte es „Des Fremdlings Abendlied“) wurde von Franz Schubert vertont. Es endet mit dem berühmten Schlussvers: „Da, wo du nicht bist, ist das Glück“.

## Werke
- Über die beyden ersten Kapitel des Matthäus. Green, Lübeck 1790. (Digitalisat)
- Lieder. Altona 1821. (Digitalisat der 3. Aufl. 1847)
- Roswitha. Altona 1827.
- Historische Studien. Hammerich, Altona 1827.
- Ueber Caspar Hauser. Aue, Altona 1831. (Digitalisat 1. Heft), (2. Heft)

## Auszeichnungen
- Dannebrogorden, Ritter (10. Februar 1829)